# Marcel Reich-Ranickis Rede zum Tag des Gedenkens an die Opfer des Nationalsozialismus

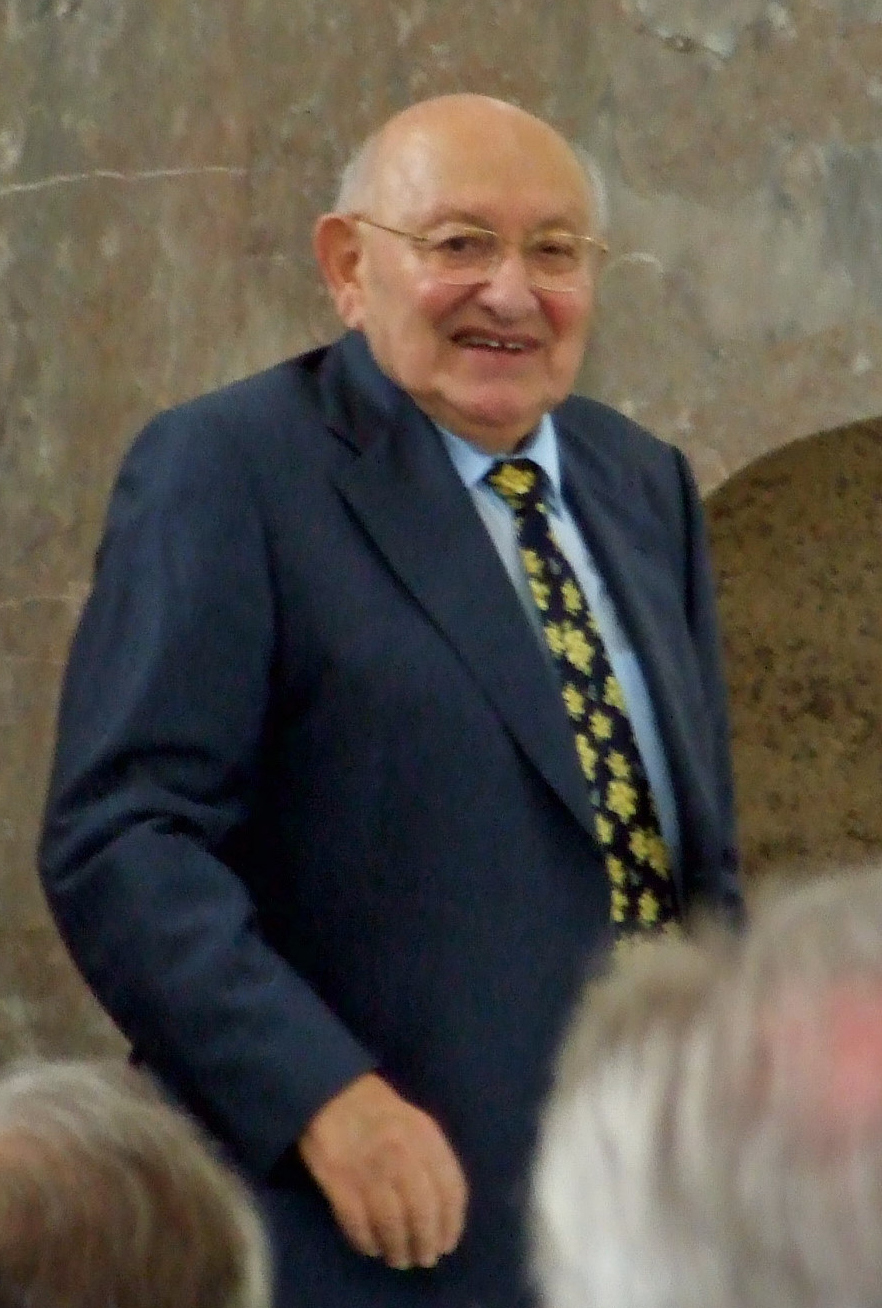
Marcel Reich-Ranicki (Foto: 2007)

Zum Tag des Gedenkens für die Opfer des Nationalsozialismus hielt Marcel Reich-Ranicki als Ehrengast am 27. Januar 2012 im Deutschen Bundestag in Berlin eine Rede. Dabei berichtete er von seinen eigenen Erfahrungen mit dem Nationalsozialismus.

## Inhalt der Rede
Am Anfang seiner Rede betonte Marcel Reich-Ranicki, dass er nicht als Historiker, sondern als Zeitzeuge des Holocaust spreche. Er selbst wurde 1938 nach kurzer Abschiebehaft im Rahmen der „Polenaktion“ aus Berlin nach Polen deportiert und war Überlebender des Warschauers Gettos.
Im Folgenden erzählte Reich-Ranicki, wie SS-Sturmbannführer Hermann Höfle den Judenrat mit der sogenannten „Umsiedlung der Juden aus Warschau“, auch bekannt unter „Große Aktion“, beauftragte. Reich-Ranicki war auf Auftrag Höfles gezwungen, die Sitzung zu protokollieren. Nachdem die Konferenz geschlossen war und die SS-Führer mit ihren Begleitern das Haus verlassen hatten, musste sich Reich-Ranicki um die polnische Übersetzung des Protokolls kümmern. Er selbst meinte, er habe damals, am 22. Juli 1942, das Todesurteil, das die SS über die Juden von Warschau gefällt hatte, seiner Mitarbeiterin Gustawa Jarecka diktiert.
Auf Anraten Jareckas heiratete Reich-Ranicki kurz darauf seine Freundin Tosia. Der Obmann des Judenrates Adam Czerniaków nahm sich am nächsten Tag, 23. Juli 1942, das Leben. In dem Abschiedsbrief an seine Frau erklärte Czerniaków, nachdem man von ihm verlangt habe, mit eigenen Händen die Kinder seines Volkes umzubringen, wäre ihm nichts anderes übrig geblieben als zu sterben. Reich-Ranicki erzählte, dass diese Tat damals als Zeichen dafür gesehen wurde, dass die Lage der Juden Warschaus hoffnungslos sei. Weiters hielt Reich-Ranicki Czerniaków für einen intellektuellen Mann mit Grundsätzen, der auch in unmenschlicher Zeit an seinen Idealen festhielt. Am Ende der Rede stellte Reich-Ranicki fest, dass die sogenannte „Umsiedlung“ der Juden eine bloße Aussiedlung aus Warschau war: „Sie hatte nur ein Ziel, sie hatte nur einen Zweck: den Tod.“   
Nach seiner Rede erhielt Reich-Ranicki stehenden Applaus des Publikums.